# Reprezentacja Norwegii na Mistrzostwach Świata w Narciarstwie Klasycznym 2003
Reprezentacja Norwegii na Mistrzostwach Świata w Narciarstwie Klasycznym 2003 liczyła 29 sportowców. Reprezentacja ta zdobyła 16 medali - 5 złotych, 5 srebrnych i 6 brązowych, dzięki czemu zajęła pierwsze miejsce w klasyfikacji medalowej.

## Medale

### Złote medale
- biegi narciarskie - 30 km ze startu wspólnego mężczyzn: Thomas Alsgaard
- biegi narciarskie - sztafeta 4 x 10 km mężczyzn: Anders Aukland, Frode Estil, Tore Ruud Hofstad, Thomas Alsgaard
- biegi narciarskie - sprint kobiet: Marit Bjørgen
- biegi narciarskie - 10 km stylem klasycznym kobiet: Bente Skari
- biegi narciarskie - 15 km ze startu wspólnego kobiet: Bente Skari

### Srebrne medale
- biegi narciarskie - sprint mężczyzn: Håvard Bjerkeli
- biegi narciarskie - bieg łączony 2 x 10 km mężczyzn: Tore Ruud Hofstad
- biegi narciarskie - 30 km ze startu wspólnego mężczyzn: Anders Aukland
- biegi narciarskie - sztafeta 4 x 5 km kobiet: Anita Moen, Marit Bjørgen, Hilde Pedersen, Vibeke Skofterud
- Skoki narciarskie - konkurs indywidualny na skoczni K-95: Tommy Ingebrigtsen

### Brązowe medale
- biegi narciarskie - sprint mężczyzn: Tor Arne Hetland
- biegi narciarskie - 15 km techniką dowolną mężczyzn: Frode Estil
- biegi narciarskie - 30 km ze startu wspólnego mężczyzn: Frode Estil
- biegi narciarskie - sprint kobiet: Hilde Pedersen
- biegi narciarskie - 10 km techniką klasyczną kobiet: Hilde Pedersen
- Skoki narciarskie - konkurs drużynowy na skoczni K-120: Tommy Ingebrigtsen, Lars Bystøl, Sigurd Pettersen, Bjørn Einar Romøren

## Wyniki

### Biegi narciarskie

#### Mężczyźni
30 km techniką klasyczną
- Thomas Alsgaard - 1. miejsce
- Anders Aukland - 2. miejsce
- Frode Estil - 3. miejsce
- Odd-Bjørn Hjelmeset - 8. miejsce

15 km techniką klasyczną
- Frode Estil - 3. miejsce
- Odd-Bjørn Hjelmeset - 10. miejsce
- Jens Arne Svartedal - 19. miejsce
- Tore Bjonviken - 44. miejsce

Sprint
- Håvard Bjerkeli - 2. miejsce
- Tor Arne Hetland - 3. miejsce
- Jens Arne Svartedal - 11. miejsce
- Trond Einar Elden - 24. miejsce

50 km
- Kristen Skjeldal - 24. miejsce
- Frode Estil - 29. miejsce
- Håvard Bjerkeli - 30. miejsce
- Tore Ruud Hofstad - 34. miejsce

Sztafeta 4x10 km
- Anders Aukland, Frode Estil, Tore Ruud Hofstad, Thomas Alsgaard - 1. miejsce

Bieg łączony 2x10 km
- Tore Ruud Hofstad - 2. miejsce
- Frode Estil - 12. miejsce
- Kristen Skjeldal - 22. miejsce
- Odd-Bjørn Hjelmeset - nie ukończył

#### Kobiety
15 km stylem klasycznym
- Bente Skari - 1. miejsce
- Hilde Pedersen - 4. miejsce
- Marit Bjørgen - 24. miejsce
- Marit Roaldseth - 31. miejsce
- Anita Moen - nie ukończyła

10 km stylem klasycznym
- Bente Skari - 1. miejsce
- Hilde Pedersen - 3. miejsce
- Vibeke Skofterud - 22. miejsce
- Maj Helen Sorkmo - 26. miejsce
- Marit Roaldseth - 28. miejsce

Bieg łączony 2x5 km
- Hilde Pedersen - 4. miejsce
- Vibeke Skofterud - 13. miejsce
- Kristin Størmer Steira - 28. miejsce
- Anita Moen - 29. miejsce
- Bente Skari - nie wystartowała

Sztafeta 4x5 km
- Anita Moen, Marit Bjørgen, Hilde Pedersen, Vibeke Skofterud - 2. miejsce

Sprint
- Marit Bjørgen - 1. miejsce
- Hilde Pedersen - 3. miejsce
- Anita Moen - 8. miejsce
- Maj Helen Sorkmo - 14. miejsce

30 km
- Kristin Størmer Steira - 25. miejsce
- Hilde Pedersen - nie ukończyła
- Jannike Østby - nie ukończyła

### Kombinacja norweska
Gundersen K-95 / 15 km
- Kristian Hammer - 5. miejsce
- Kenneth Braaten - 9. miejsce
- Ole Morten Græsli - 15. miejsce
- Petter Tande - 20. miejsce

Konkurs drużynowy (K-95 + 4 x 5 km)
- Ole Morten Græsli, Petter Tande, Kristian Hammer, Kenneth Braaten - 4. miejsce

Sprint (7,5 km + K-120)
- Kenneth Braaten - 5. miejsce
- Kristian Hammer - 6. miejsce
- Ole Morten Græsli - 7. miejsce
- Petter Tande - 25. miejsce

### Skoki narciarskie mężczyzn
Konkurs indywidualny na skoczni K-120
- Tommy Ingebrigtsen - 4. miejsce
- Bjørn Einar Romøren - 13. miejsce
- Sigurd Pettersen - 18. miejsce
- Roar Ljøkelsøy - 22. miejsce

Konkurs drużynowy na skoczni K-120
- Tommy Ingebrigtsen, Lars Bystøl, Sigurd Pettersen, Bjørn Einar Romøren - 3. miejsce

Konkurs indywidualny na skoczni K-95
- Tommy Ingebrigtsen - 2. miejsce
- Bjørn Einar Romøren - 10. miejsce
- Lars Bystøl - 12. miejsce
- Roar Ljøkelsøy - 18. miejsce